# Kontinental ’25
Kontinental ’25 ist ein rumänischer Spielfilm von Radu Jude aus dem Jahr 2025. Die Tragikomödie mit Eszter Tompa in der Hauptrolle wurde Mitte Februar im Rahmen der Internationalen Filmfestspiele Berlin (Berlinale) uraufgeführt.

## Handlung
Orsolya lebt in Cluj, der Hauptstadt Transsilvaniens. Sie verdient ihren Lebensunterhalt als Gerichtsvollzieherin. Eines Tages muss sie einen Arbeitslosen aus dem Keller eines Hauses vertreiben. Die tragischen Folgen ihres Handelns lösen bei Orsolya eine moralische Krise aus. Sie versucht diese so gut wie möglich zu bewältigen, doch findet sie niemanden, der sie versteht. Sie beginnt, immer verzweifelter nach Rückversicherung und Bestätigung von außen zu suchen.

## Hintergrund
Kontinental ’25 ist eine Hommage an Roberto Rossellinis Europa ’51. Neben dem Titel weist die Bescheidenheit der Produktionsmittel darauf hin. Angesprochene Themen sind „Wohnungsnot, postsozialistische Wirtschaft, Nationalismus und die Macht der Sprache zur Aufrechterhaltung des sozialen Status“.

## Veröffentlichung
Kontinental ’25 wurde am 19. Februar 2025 im Rahmen der 75. Berlinale uraufgeführt. Dort wurde das Werk in den Hauptwettbewerb um den Goldenen Bären eingeladen.

## Auszeichnungen
Radu Jude wurde im Rahmen der Filmfestspiele Berlin der Drehbuchpreis zuerkannt.